# 판타지오 뮤직
판타지오 뮤직(영어: Fantagio Music)은 대한민국의 연예 기획사 판타지오의 음악, 오디오물 출판 사업을 담당했던 자회사였다. 현재는 판타지오에 흡수·합병되었다.

## 역사

### 설립 배경
판타지오 뮤직의 전신은 2011년 설립된 트라이셀미디어이다. 트라이셀미디어는 2010년 3분기 판타지오가 2009년부터 준비하던 사업 다양화의 일부인 K-POP 진출을 위해 애프터스쿨 등을 런칭한 플레디스 엔터테인먼트에게 아이돌 합작 프로젝트(헬로비너스)를 제의를 하면서 기초되었다.

### 지온인베스트먼트 투자
2012년 트라이셀미디어는 네오위즈의 투자전문자회사인 지온인베스트먼트로부터 18억 (지온콘텐츠펀드3호)을 2년 (2012-05-09 ~ 2014-07-08) 간 헬로비너스의 음반, 뮤직비디오 제작, 활동비등으로 투자받았다.

### 사명 변경
트라이셀미디어는 2014년 7월 31일 공식적으로 헬로비너스의 재정비를 발표하였다. 판타지오, 플레디스 엔터테인먼트 양사는 합의 하에 합작 프로젝트를 종료하였으며, 지분 변동 이후 현재는 판타지오 종속기업으로 되어있다. 트라이셀미디어 대표이사였던 우영승 대표는 판타지오 뮤직의 대표이사를 재임하고 있다.

### 흡수·합병
2017년 1월 26일 부로 판타지오 뮤직과 관련된 SNS 계정 및 소속 아티스트 카페의 카페지기가 판타지오로 통 폐합 및 양도(아스트로의 경우 부결로 인하여 재 투표 진행 / 양도일 2017.08.16) 되었다.  이는 아티스트의 실제 계약 및 소속은 판타지오를 통해서 진행되어온 점과 지온콘텐츠펀드 3호의 투자 종료가 주요 쟁점이다. 판타지오와 플레디스 엔터테인먼트 양사 합의에 의하여 합작 프로젝트가 종료된 이후 판타지오 뮤직은 판타지오가 지분 95%를 갖는 종속회사로 변경되었을지라도 지온인벤스트먼트의 지온콘텐츠 펀드 3호의 투자에 대한 정산 문제 등이 남아있었을 수 있다.
2021년 9월 판타지오는 완전 자회사인 판타지오 뮤직을 흡수·합병한다고 밝혔다. 이로써 11월 12일 판타지오 뮤직은 모회사인 판타지오에 완전 합병되어 소멸되었다.

## 연도별 배출 아티스트
| 연도 | 아티스트   | 형태 | 구성원                                               | 데뷔연도 | 풍선색                         | 팬클럽      | 리더   |
| ---- | ---------- | ---- | ---------------------------------------------------- | -------- | ------------------------------ | ----------- | ------ |
| 2012 | 헬로비너스 | 그룹 | 앨리스, 나라, 이화겸, 채주화, 이서영, 유나결         | 2012     | 라임 그린                      | Hello Cupid | 앨리스 |
| 2016 | 아스트로   | 그룹 | 진진, MJ, 차은우, 문빈, 라키, 윤산하                 | 2016     | 비비드 플럼, 스페이스 바이올렛 | AROHA       | 진진   |
| 2017 | 위키미키   | 그룹 | 지수연, 엘리, 최유정, 김도연, 세이, 루아, 리나, 루시 | 2017     | 체리 토마토, 바이브런트 옐로우 | Ki-Ling     | 지수연 |